# المسيحية في السويد

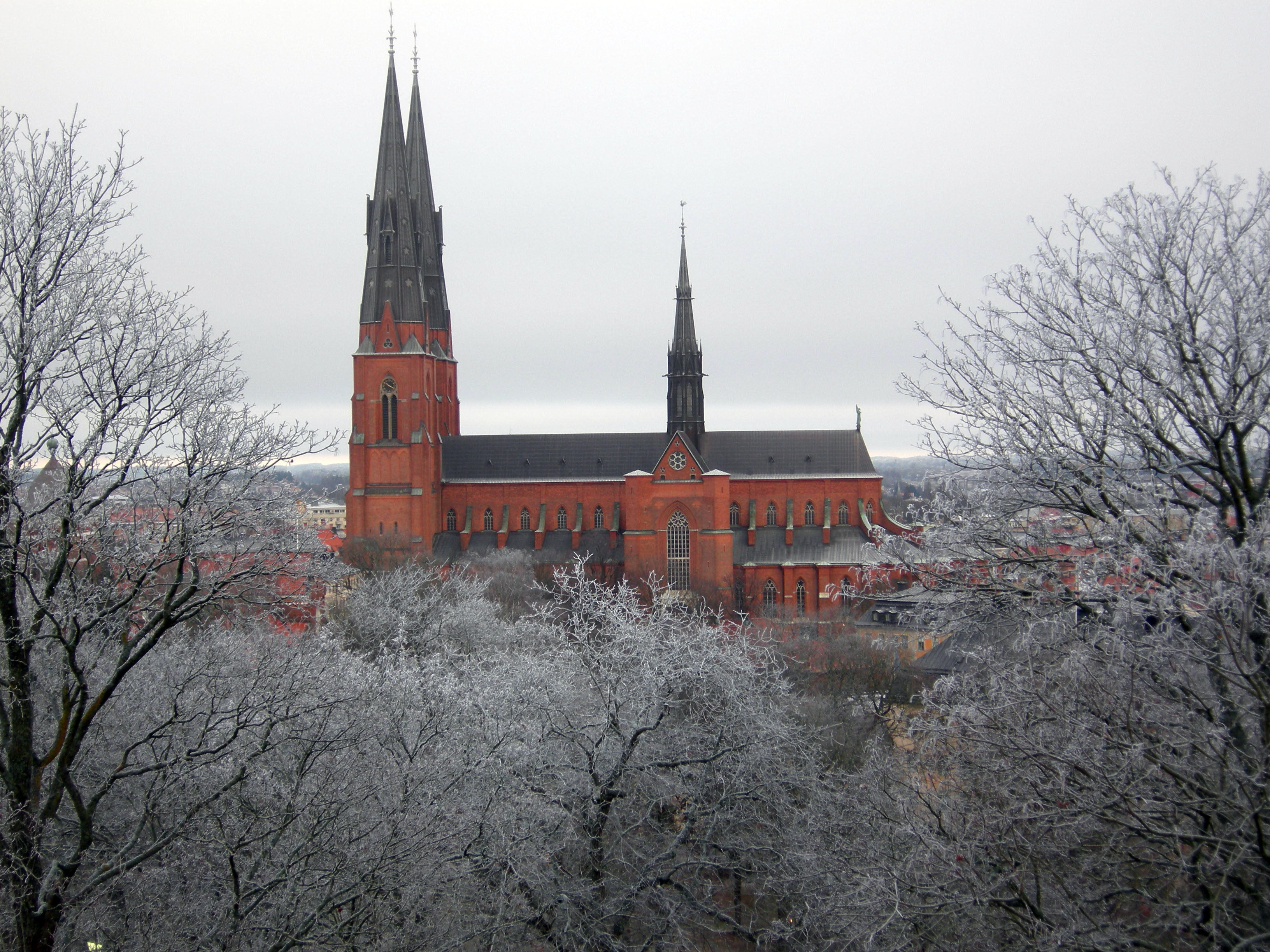
كاتدرائية أوبسالا وهي مقر كنيسة السويد اللوثريَّة.

المسيحية في السويد هي الديانة الرئيسية والغالبة إذ تفيد إحصائيات التعداد السكاني لنهاية عام 2015 أنَّ 69.9% من السويديين ينتمون إلى الديانة المسيحية، البروتستانتية اللوثرية هي أكبر طائفة مسيحية في البلاد حيث ينتمي حوالي 63.2% من السويديين إلى كنيسة السويد اللوثريَّة. وهي الكنيسة الوطنية في السويد تعتنق المذهب البروتستانتي وفق تعاليم مارتن لوثر، ويتبعها حوالي 6.2 مليون مواطن سويدي. رغم ذلك فإن نسبة المواظبين على حضور الكنيسة في أيام الأحد تتقلص إلى 2% فقط. يُذكر أنه حتى عام 2000 كانت السويد تملك كنيسة رسمية وهي كنيسة السويد اللوثرية، ويعد الملك كارل السادس عشر غوستاف رئيس كنيسة السويد اللوثرية.

## تاريخ

### الفايكينج والعصور الوسطى

لوحة تصوّر القديس أنسجار خلال تبشيره للمسيحية بين قبائل الفايكينج في أوبسالا.

اعتنق السويديون قبل القرن الحادي عشر الوثنية النوردية والتي تعبد آلهة إيسير ومركزها في هيكل أوبسالا. جلب القديس «أنسجار» المسيحية للسويد في 829، ولكن الدين الجديد لم يستبدل الديانة الوثنية المحلية بشكل كامل حتى القرن الثاني عشر. خلال القرن الحادي عشر، أصبحت المسيحية الديانة الأكثر انتشاراً، وفي عام 1050 أصبحت السويد بمثابة أمة مسيحية. تميزت الفترة بين عام 1100 وعام 1400 بالصراعات الداخلية على السلطة والتنافس بين ممالك الشمال. كما بدأ ملوك السويد في توسيع الأراضي السويدية في فنلندا، مما أطلق صراعات مع شعب روس الذين لم يعد لديهم أي اتصال مع السويد. ومع تحول البلاد إلى الديانة المسيحية شهدت الأراضي السويديَّة تقدم ثقافي واجتماعي، على سبيل المثال انتهت الآثار القليلة من العبودية مع انتشار المسيحية ولصعوبة الحصول على العبيد من الأراضي شرقي بحر البلطيق بالإضافة إلى تطور المدن قبل القرن السادس عشر. كما وتغيرت قوانين البلاد مع التحول إلى المسيحية في القرن الحادي عشر حيث منعت عبادة الآلهة الأخرى حتى أواخر القرن التاسع عشر. أول نص أدبي في السويد هو الأحجار الرونية المنحوتة في عهد الفايكنغ حوالي عام 800 ميلادية. مع التحول إلى المسيحية حوالي 1100 ميلادية، دخلت السويد العصور الوسطى حيث استخدم الرهبان اللاتينية. لذلك لا يوجد سوى عدد قليل من النصوص السويدية القديمة من تلك الفترة.
كانت الكنيسة المسيحية في إسكندنافيا تحكمها في الأصل من أبرشية بريمن، وفي عام 1104 تم تثبيت رئيس أساقفة لجميع الدول الاسكندنافية في لوند. وأصبحت أوبسالا في مرتبة أبرشية في عام 1164. قبيل عصر الإصلاح البروتستانتي ظهر عدد من الشخصيات الدينية السويديَّة من ضمنهم الملك إريك يدفاردسون من القرن الثاني عشر بريجيت السويدية من القرن الرابع، وهي ابنة أمير سويدي يدعى بيرجير وكانت عائلتها منحدرة من سلالة الملوك القوطيين، وفي عام 1316 تزوجت بأمر من والدها من أولفو أمير نيريسيا في السويد، وأنجبت منه ثمانية أطفال بما فيهم ابنتها كاترين التي أصبحت لاحقًا القديسة كاترين من فاديستينا. وفي عام 1344 قامت بتشييد دير كبير في فادستينا على نفقة ملك السويد ماغنوس إريكسون وزوجته والذي أصبح مركز انطلاق الرهبنة البريجيتية، وتُعتبر بريجيت شفيعة المملكة السويدية.

### الإصلاح البروتستانتي

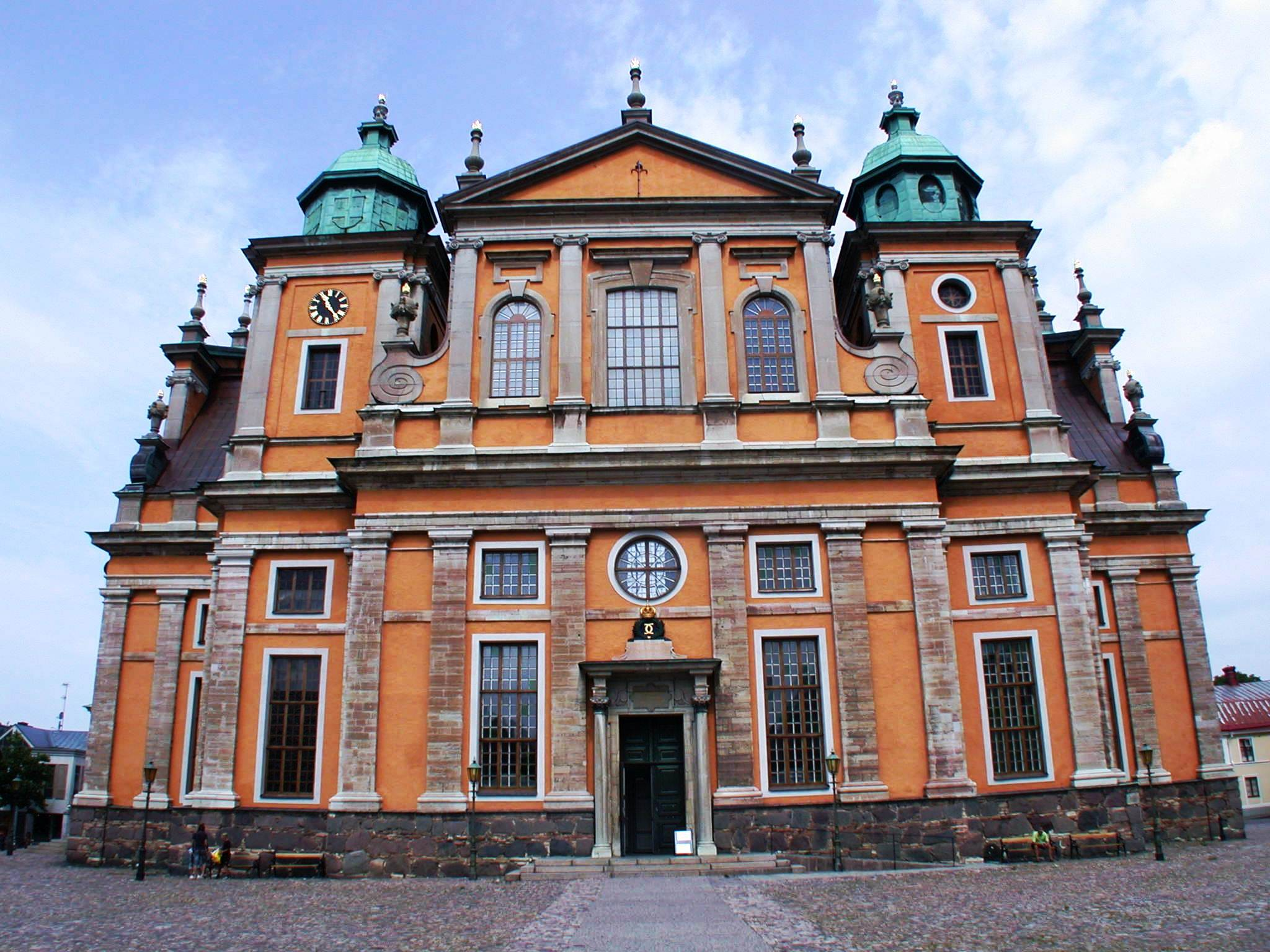
كاتدرائية كالمار.

بعد الإصلاح البروتستانتي في ثلاثينيات القرن السادس عشر، حدث تغيير تحت تأثير مساعد مارتن لوثر السويدي أولاوس بيتري حيث ألغيت سلطة الكنيسة الرومانية الكاثوليكية وانفصلت الكنيسة عن الدولة مما سمح للوثرية بالانتشار. أنجزت هذه العملية في مجمع أوبسالا الكنسي عام 1593. في 6 يونيو عام 1523 (العطلة الوطنية في السويد)، اختار النبلاء غوستاف فاسا ملكًا عليهم. ويعتبر ما جرى تأسيس لمملكة السويد الحديثة. بعد فترة وجيزة من الوصول إلى السلطة في عام 1523، خاطب غوستاف الأول البابا كليمنت السابع في روما، طالباً منه تأكيد يوهانس ماغنوس في منصبه كرئيس أساقفة السويد، بدلاً من الخائن غوستاف ترول الذي تم عزله ونفيه رسميًا من قبل ريكسداغ الطبقات. وعد غوستاف الأول بأن يكون نجلاً مطيعاً للكنيسة الكاثوليكية، إذا أكدّ البابا انتخاب أساقفته. لكن البابا طلب إعادة ترول، وبعد فترة قليلة من حكمه، رفض غوستاف الأول الكاثوليكية وقاد السويد نحو الإصلاح البروتستانتي، ومن الناحية الاقتصادية فقد كسر غوستاف فاسا احتكار الرابطة الهانزية لتجارة بحر البلطيق السويدية. وقام الملك غوستاف الأول بالترويج للإصلاحيين السويديين، مثل الإخوان أولوس ولورينتوس بيتري، ولورينتيس أندريا. ودعم الملك طباعة النصوص الإصلاحيّة، ونصّب الأخوين بيتري كناشرين رئيسيين لهذه النصوص. في عام 1526 تم قمع جميع المطابع الكاثوليكية، وتم تخصيص ثلثي أعشار الكنيسة لدفع الدين الوطني، وتعود عملية إيجاد المقاييس وتوحيد اللغة السويدية إلى ترجمة الكتاب المقدس إلى اللغة السويدية في عام 1541. تدعى هذه الترجمة أيضًا باسم إنجيل غوستاف فاسا، أصبحت اللوثرية دين الدولة الرسمي وخلال حقبة الإصلاح اللاحقة والتي تعرف عادة بعصر اللوثرية الأرثوذكسية ظهرت مجموعات صغيرة من غير اللوثريين وخاصًة الكالفينيين الهولنديين وكنيسة مورافيا والفالونيين أو الهوغونوتيين الفرنسيين من بلجيكا، حيث لعبت هذه المجموعات دورها في التجارة والصناعة وجرى التسامح معها طالما حافظت على معتقداتها سرًا.

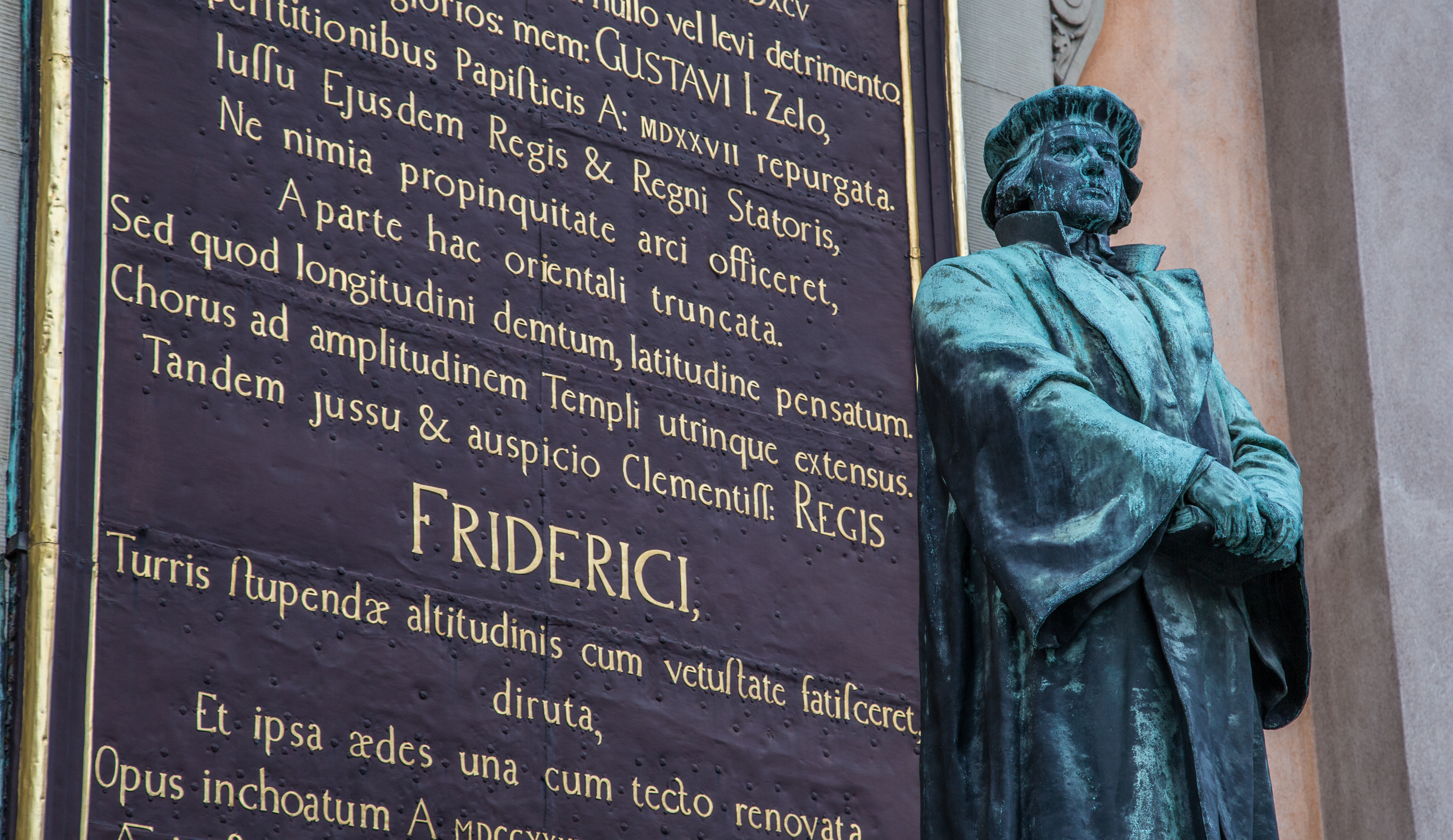
نصب أولوس بيتري أمام كاتدرائية ستوكهولم؛ وهو من أبرز المُصحلين البروتستانت في السويد.

شملت التغييرات الأخرى للإصلاح البروتستانتي إلغاء بعض الطقوس الكاثوليكية، ومع ذلك فإن التغييرات لم تكن جذريّة كما هو الحال في ألمانيا، إذ حافظت الكنائس السويدية على الأيقونات والثياب الليتورجيّة التقليدية، وذلك على خلاف ألمانيا التي استبدلت الثياب الليتورجيّة لصالح ثوب الوعظ الأسود حتى العصور الحديثة. ولم تتم إزالة أيام ذكرى القديسين من التقويم حتى أواخر القرن الثامن عشر بسبب المقاومة القوية من قبل السكان، بعد وفاة غوستاف الأول، حكم السويد ملك له ميول كاثوليكية وهو يوهان الثالث، وآخر ملك كاثوليكي للسويد هو ابنه سييسموند فاسا، والذي كان أيضاً حاكماً لبولندا الكاثوليكية ولكن تم عزله من العرش السويدي من قبل عمه كارل التاسع. واستخدم كارل التاسع الكنيسة اللوثرية كأداة في صراعه على السلطة ضد ابن أخيه، ولكن من المعروف أنه كان لديه ميول كالفينية. وتم نشر الترجمات المنقحة للكتاب المقدس في عام 1618 وعام 1703. وقد كُتبت العديد من التراتيل من قبل مصلحي الكنيسة السويدية، وظهر كتاب التراتيل شبه الرسمي لأول مرة في عام 1640.
كان لنشوء البروتستانتية دور هام في تحسين مستوى التعليم ونشر المعرفة، ودعا مارتن لوثر إلى حق الفرد في تفسير الإنجيل، وشجّع على قراءة ودراسة الكتاب المقدس. وشهدت السويد نشاط لحركة التقوية من أواخر القرن السابع عشر إلى منتصف القرن الثامن عشر وما بعده. وقد جمعت الحركة التقوية بين اللوثرية ذلك الوقت مع المـُصلحة، وخصوصاً البوريتانية، ركزت على تقوى الفرد، وحياة مسيحية قوية. يرى عدد من المؤرخين وعلماء الاجتماع أن ظهور البروتستانتية وحركة التقوى كان لها أثر كبير في نشوء الثورة العلمية، وكأحد الأسباب التي أدت إلى الثورة العلمية خاصًة في شمال أوروبا، فقد وجدوا علاقة ايجابية بين ظهور حركة التقوى البروتستانتية والعلم التجريبي. خلال الحقبة التي أعقبت الإصلاح، والتي تُعرف عادةً بفترة الأرثوذكسية اللوثرية، لعبت مجموعات صغيرة من غير اللوثريين، وخاصةً الكالفينيين الهولنديين، وأتباع الكنيسة المورافية والهوغونوتيين الفرنسيين دورًا مهمًا في التجارة والصناعة، وتم التسامح معهم من قبل السلطات.

### العصور الحديثة

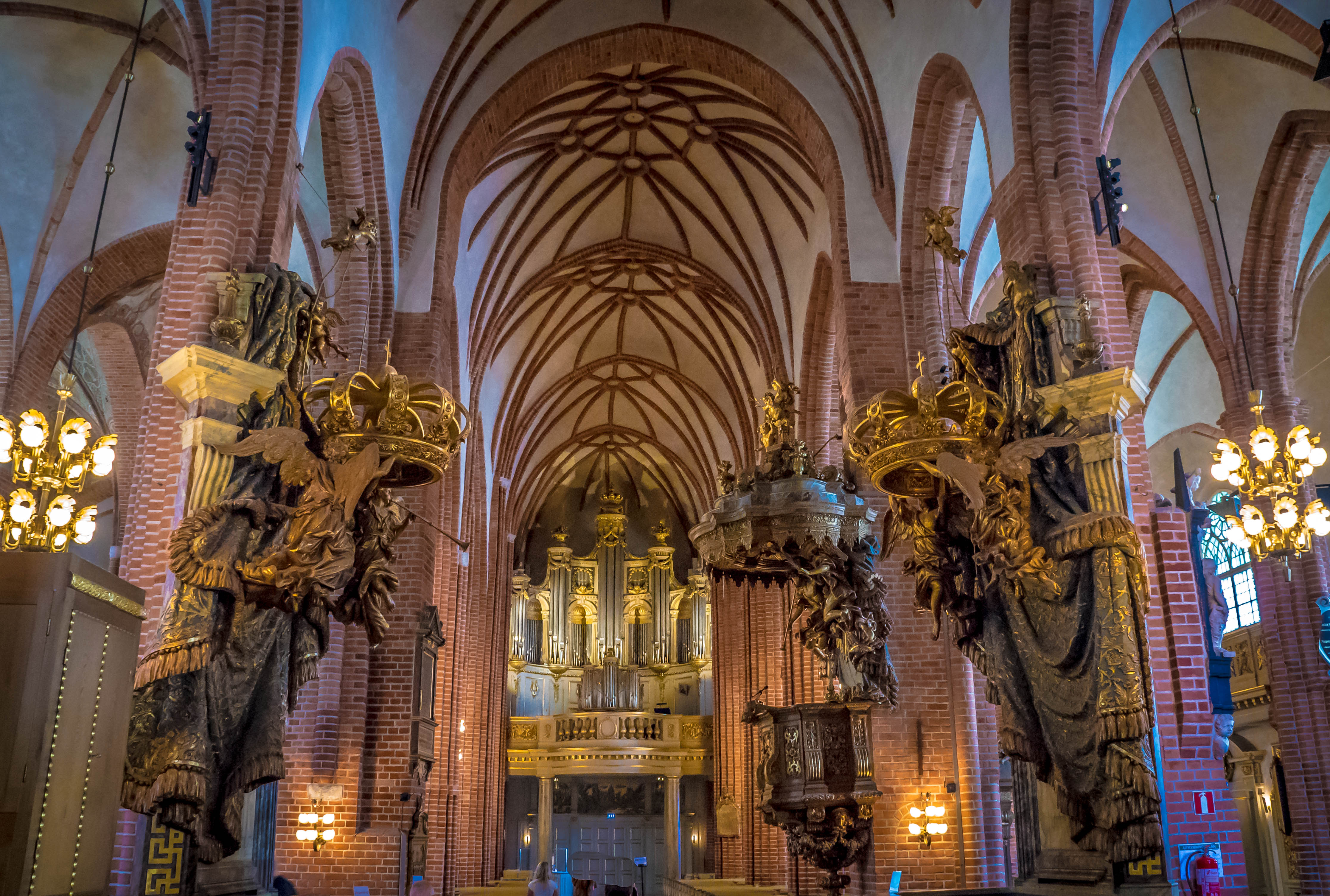
داخل كاتدرائية ستوكهولم؛ غالبًا ما يتم استخدام الكاتدرائية للاحتفالات اللوثرية الوطنية، مثل الزواج الملكي والجنازات الرسمية.

في منتصف القرن السابع عشر كانت السويد ثالث أكبر دولة في أوروبا من حيث المساحة بعد روسيا وإسبانيا. بلغت السويد أقصى اتساعها تحت حكم كارل العاشر بعد معاهدة روسكيلده في 1658. يرجع الفضل في نجاح واستمرار مملكة السويد في تلك الفترة، إلى التغييرات الكبيرة في الاقتصاد السويدي في عهد الملك غوستاف الأول في منتصف القرن السادس عشر، ونشره للبروتستانتية. وامتلكت قومية سامي في الأصل دينها الشاماني الخاص غير أنهم تحولوا إلى اللوثرية السويدية على يد المبشرين في القرنين السابع عشر والثامن عشر. بين عام 1800 وعام 1900 دعمت كنيسة السويد اللوثرية الحكومة السويدية من خلال معارضتها لكل من جهود الهجرة والدعاة الذين أوصوا بالاعتدال (حيث كان يتم بيع المشروبات الكحولية في السويد بواسطة احتكار حكومي).
لم يكن مسموحًا علنا بالعيش والعمل في السويد لأصحاب الديانات الأخرى، بما في ذلك اليهودية والكنيسة الرومانية الكاثوليكية، قبل إعلان حرية التدين في أواخر القرن الثامن عشر. ومع ذلك، حتى عام 1860 كان يمنع قانونًا تحول اللوثريين السويديين إلى اعتناق دين آخر. شهد القرن التاسع عشر، وصول كنائس انجيلية حرة مختلفة ومع نهاية القرن ظهرت العلمانية، مما دفع بالكثيرين إلى الابتعاد عن طقوس الكنيسة. وتم إلغاء تجريم الزيارات محدودة للكاثوليك الأجانب في السويد من خلال قانون التسامح الذي فرضه الملك غوستاف الثالث عام 1781. وتم إلغاء تجريم تحويل المواطنين السويديين إلى الكنيسة الكاثوليكية في عام 1860.
في عام 1951، سمح للمواطنين السويديين بالخروج من الكنيسة السويدية اللوثرية. في عام 1977 تم إلغاء آخر حظر تشريعي على الأديرة الكاثوليكية في السويد. وأصبح ترك كنيسة السويد شرعيًا من خلال قانون المنشق لعام 1860، لكن بشرط الدخول في أي فئة مسيحية أخرى، أما البقاء خارج أي طائفة دينية لم يسمح به إلا مع قانون حرية التدين في عام 1951. في عام 2000 تم فصل كنيسة السويد عن الدولة وهكذا لم تعد تمتلك السويد كنيسة رسمية، ما يزال التأثير الثقافي للمسيحية في البلاد يظهر من خلال الاحتفال بالأعياد التقليدية المسيحية البروتستانتية، حيث يحتفل على نطاق واسع بيوم القديسة لوسيا مانحة الضياء في 13 ديسمبر، حيث استبدل الأصل الإيطالي باحتفالات تدوم طوال فترة عيد الميلاد. كما أن جزء من الأعياد المسيحية هي عطل رسمية في المملكة مثل عيد الميلاد وعيد الفصح. ووفقاً لدراسة قامت بها مركز بيو للأبحاث عام 2019 حوالي 68% من السويديين من دافعي ضريبة الكنيسة.

## ديموغرافيا

### التعداد السكاني

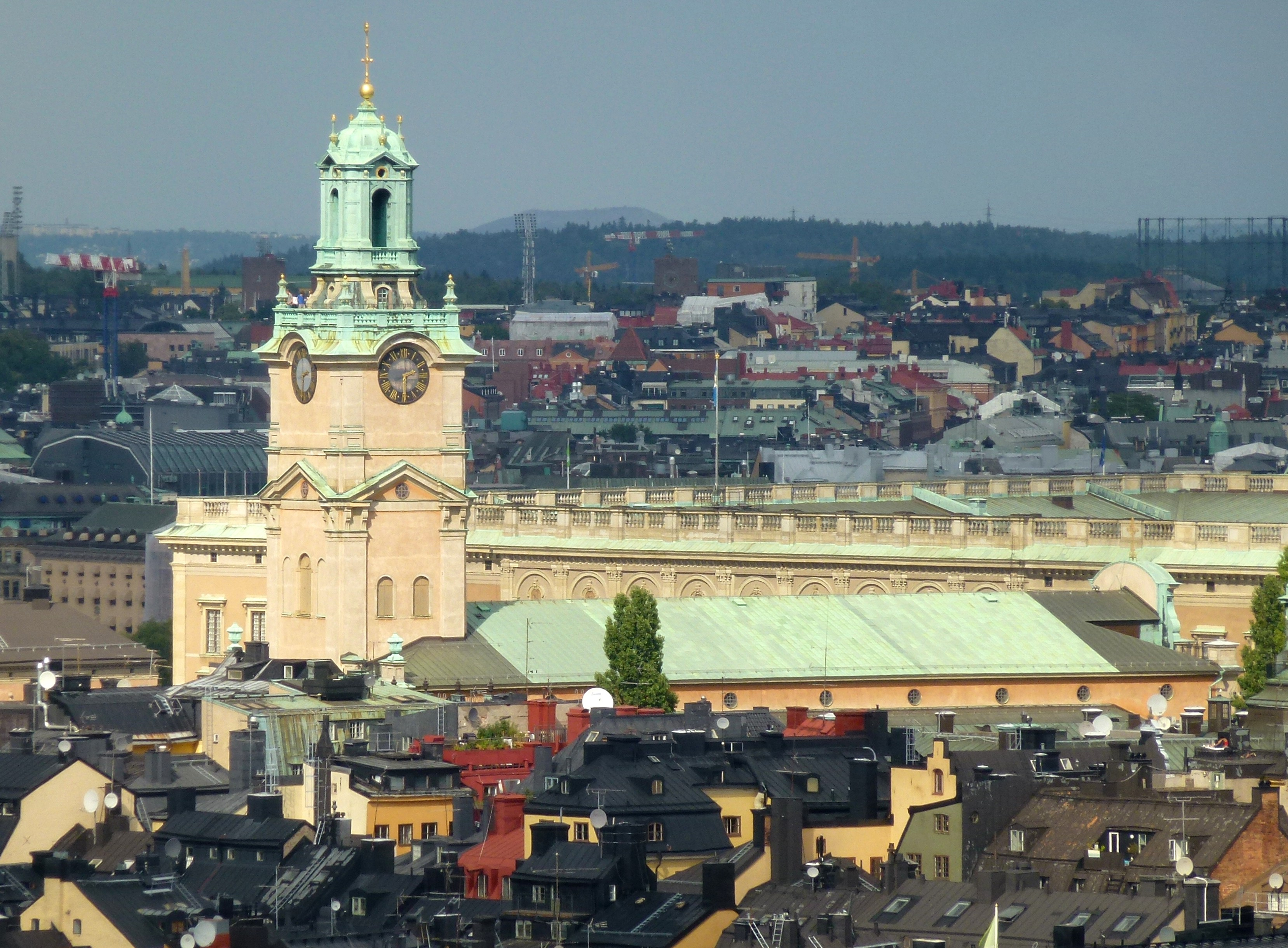
كاتدرائية ستوكهولم.

المعطيات التالية تستعرض معطيات التعداد السكاني من عام 2015:
| الديانة؛ الإنتماء الديني (في عام 2015) | تعداد     | نسبة   |
| مسيحية                                 | 6,886,501 | 69.9%  |
| -------------------------------------- | --------- | ------ |
| كنيسة السويد                           | 6,225,091 | 63.2%  |
| أرثوذكسية شرقية                        | 140,275   | 1.4%   |
| الكنائس المتحدة                        | 126,610   | 1.3%   |
| الكنيسة الرومانية الكاثوليكية          | 113,053   | 1.2%   |
| خمسينية                                | 106,819   | 1.1%   |
| إنجيلية                                | 50,132    | 0.5%   |
| المؤسسة الوطنية الإنجيلية              | 39,413    | 0.4%   |
| مسيحيون آخرون                          | 53,048    | 0.5%   |
| شهود يهوه                              | 22,430    | 0.2%   |
| مورمونية                               | 9,630     | 0.1%   |
| أديان غير مسيحيَّة                       | 167,132   | 1.7%   |
| إسلام                                  | 139,759   | 1.4%   |
| يهودية                                 | 8,302     | 0.1%   |
| بوذية                                  | 7,901     | 0.1%   |
| مندائية                                | 6,979     | 0.05%  |
| علاهية                                 | 4,191     | 0.05%  |
| غير منتسبين لديانة                     | 2,796,819 | 28.4%  |
| مجمل السكان                            | 9,850,452 | 100.0% |

### الوضع الحالي

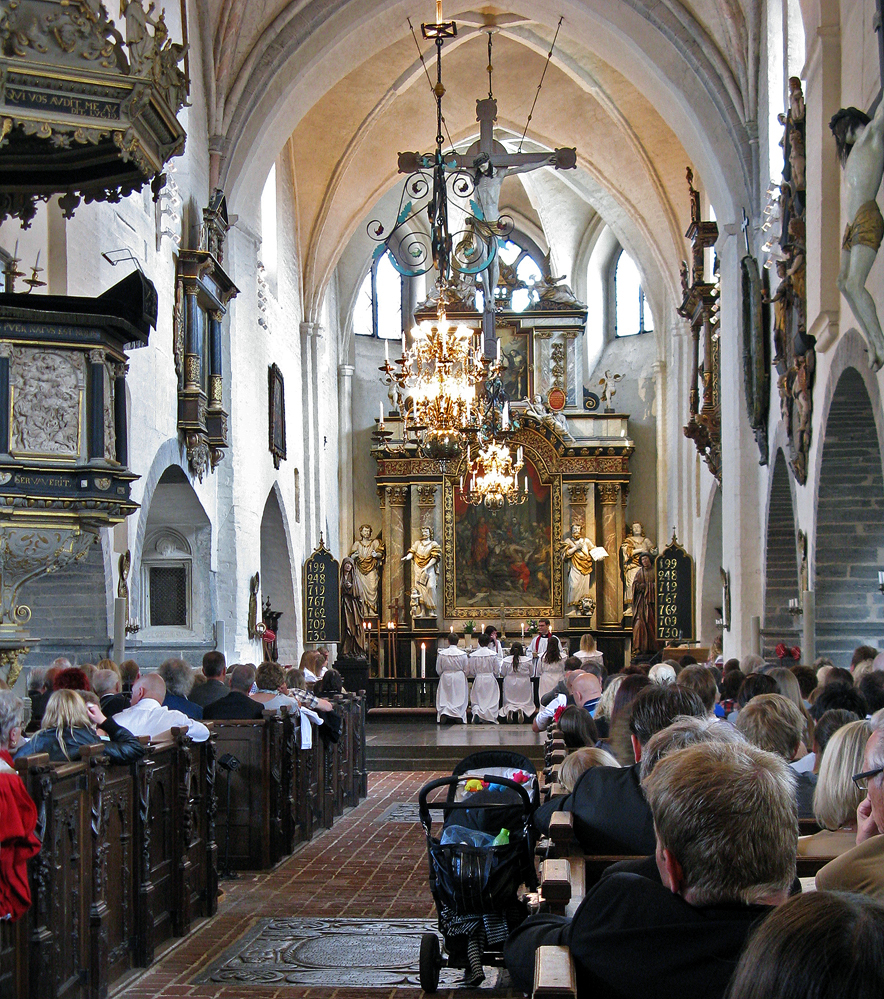
أسقف يقوم بتثبيت شبيبة كنيسة القديسة مريم، يستاد.

وجدت دراسة قامت بها مركز بيو للأبحاث عام 2018 أنَّ حوالي 43% من السويديين قالوا أنهم مسيحيين إسميين وحوالي 9% قال أنه مسيحي يُداوم على حضور القداس، بالمقابل وققاً للتعداد السكاني في عام 2015 كان حوالي 69.9% من سكان السويد من المسيحيين. عمومًا حصل حوالي 90% من مجمل السويديين على سر المعمودية، وقال حوالي 74% أنه تربى على التقاليد المسيحيَّة. حوالي 8% من المسيحيين في السويد تربوا على تقاليد دينية غير مسيحيَّة وتحولوا للمسيحية لاحقاً.
وبحسب الدارسة قال 38% من المسيحيين السويديين أنَّ للدين أهميَّة في حياتهم، وقال 88% من المسيحيين السويديين المُداومين على حضور القداس أنهم يؤمنون بالله بالمقابل قال 65% من المسيحيين الإسميين ذلك. ويُداوم حوالي 18% من المسيحيين السويديين على حضور القداس على الأقل مرة في شهر، ويصوم حوالي 3% منهم خلال فترات الصوم، ويرتدي 11% الرموز المسيحيَّة، ويُقدم حوالي 33% منهم الصدقة أو العُشور، ويُشارك 6% معتقداتهم مع الآخرين، في حين أنَّ 32% من المسيحيين يُداومون على الصلاة ويعتبر 29% منهم متدينين، ويعتبر مسيحيين السويد من أكثر المجتمعات المسيحية علمانية في العالم. كما وحصل 97% من مجمل المسيحيين السويديين على سر المعمودية، وقال 71% منهم أنه سيربي طفله على الديانة المسيحيَّة ويذكر أنَّ 14% من غير المنتسبين لأي ديانة في السويد قالوا أنهم سيربون طفلهم على الديانة المسيحيَّة، وبحسب الدراسة أعرب حوالي 70% من السويديين المسيحيين بأنَّ هويتهم المسيحيَّة هي مصدر فخر واعتزاز بالنسبة لهم، ويوافق 24% منهم على التصريح أنَّ المسيحية هي عاملًا هامًا لكي تكون وطنيًا. وقال 90% منهم أنه يعرف «الكثير» عن المسيحية.
على المستوى الاجتماعي والسياسي قال 85% من السويديين المسيحيين أن الكنائس تلعب دور ايجابي في مساعدة الفقراء والمحتاجين، وعبرَّ 87% من المسيحيين المتلزمين للغاية عن وجهات نظر إيجابية للمؤسسات الدينية مقابل 65% من المسيحيين الأقل التزاماً. ورفض 68% من السويديين المسيحيين القول أنَّ «العِلم يجعل الدين غير ضروري في حياتي!»، كما وقال أقل من 1% من السويديين المسيحيين أن تعاليم المسيحيَّة لاتُروج للعنف مقابل 10% منهم قال أن تعاليم الإسلام تُروج للعنف، كما وقال حوالي 38% منهم أنه يعرف شخص يهودي على المستوى الشخصي، ويعرف حوالي 70% شخص ملحد على المستوى الشخصي، ويعرف حوالي 67% شخص مُسلم على المستوى الشخصي. وقال 5% من السويديين المسيحيين أنهم غير مستعدين لتقبل اليهود داخل عائلتهم، بالمقابل يقول 17% من السويديين البروتستانت بأنه غير مستعد لتقبل المسلمين داخل عائلتهم. يذكر أنه وفقاً لمركز بيو للأبحاث 80% من المسيحيين السويديين متزوجين من أشخاص من نفس الديانة.

## الطوائف المسيحية

### البروتستانتية

#### اللوثرية

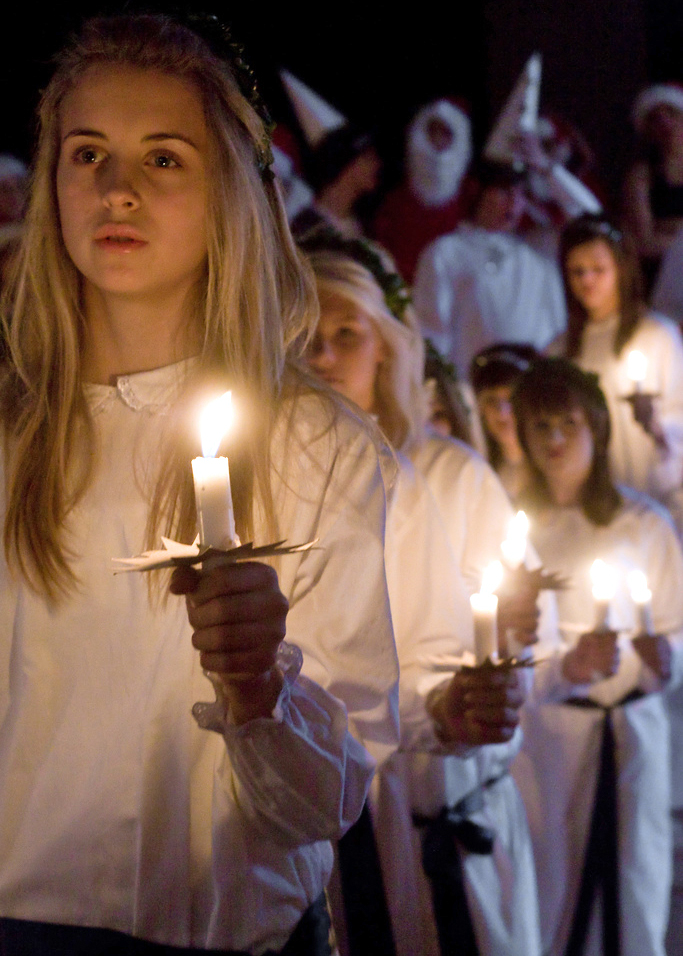
جانب من احتفالات يوم القديسة لوسي في السويد.

تُعتبر كنيسة السويد اللوثريَّة «الكنيسة الوطنية» أو «الكنيسة الشعبية» للأمة السويديَّة، ولكن لا يمكن وصفها بأنها «كنيسة الدولة»، لأنه تم التعبير عن استقلال الكنيسة من خلال إنشاء جمعية الكنيسة في عام 1863. تفيد إحصائيات نهاية عام 2016 أن 61.2% من السويديين ينتمون إلى كنيسة السويد (اللوثرية). بالمقارنة مع 95% عام 1970 وحوالي 83% عام 2000. حيث أن عدد أتباعها يتناقص بسبب قلة الخصوبة عند السويديين وزيادة الهجرة والعلمانية هُناك. وعلى الرغم من النسبة العالية لمنتسبي كنيسة السويد، فقد أظهرت الدراسات أن السويد هي إحدى أقل البلاد تدينًا وإيمانًا في العالم، حيث أن نسبة المواظبين على حضور الكنيسة في أيام الأحد تتقلص إلى 2% فقط. ويعود سبب هذا العدد الكبير من الأعضاء غير الفاعلين إلى أنه وحتى عام 1996 كان المولودون الجدد يعتبرون تلقائيًا أعضاء في كنيسة السويد إذا ما انتمى إليها أحد الأبوين. منذ عام 1996 لا يحتسب إلا الأطفال المعمدون. يذكر أنه حتى عام 2000 كانت السويد تملك كنيسة رسمية وهي كنيسة السويد اللوثرية وفي حين فإن الملك كارل السادس عشر غوستاف هو رئيس كنيسة السويد اللوثرية.
وفقًا لدراسة نشرها مركز بيو للأبحاث عام 2017 تحت عنوان خمسة عقود بعد الإصلاح تبين أنَّ 14% من البروتستانت السويديين قال أن للدين أهميَّة كبيرة في حياتهم، وقال 16% من البروتستانت السويديين أنه يُداوم على الصلاة يوميًا، وقال 8% من البروتستانت السويديين أنه يتردد على حضور القداس في الكنيسة على الأقل مرة في الأسبوع. وبحسب الدراسة أيضًا قال 47% من البروتستانت السويديين أنَّ الإيمان والأعمال الصالحة هي ضروريَّة للحصول على الخلاص، وهي نظرة أقرب للاهوت الكنيسة الكاثوليكيَّة؛ في حين قال 17% من البروتستانت السويديين أنَّ الإيمان وحده هو ضروريَّ للحصول على الخلاص، وهي نظرة لاهوتيَّة من الفكر البروتستانتي والتي تقول أنّ الحصول على الخلاص أو غفران الخطايا هو هديّة مجانيّة ونعمة الله من خلال الإيمان بيسوع المسيح مخلصًا، وبالتالي ليس من شروط نيل الغفران القيام بأي عمل تكفيري أو صالح.
بحسب آن صوفي روالد، وهي مؤرخة للأديان في جامعة مالمو، تقدر أن عدد المتحولين من كنيسة السويد اللوثرية إلى الإسلام هو حوالي 3,500 شخص منذ عام 1960. وتقول رولد أيضًا أن التحويلات الدينية تحدث أيضًا من الإسلام إلى كنيسة السويد اللوثرية، وأكثرها من قبل الإيرانيين، ولكن أيضًا من قبل العرب والباكستانيين. أشارت مصادر إلى تزايد أعداد المسلمين المتحولين إلى المسيحية في السويد، وقالت أناهيتا بارسان وهي إيرانية تحولت إلى المسيحية وأصبحت قساً أنها لعبت دوراً فعالاً في تحويل أكثر من 1,500 مُسلم خلال السنوات الخمس الماضية.

#### الكنائس الحرة

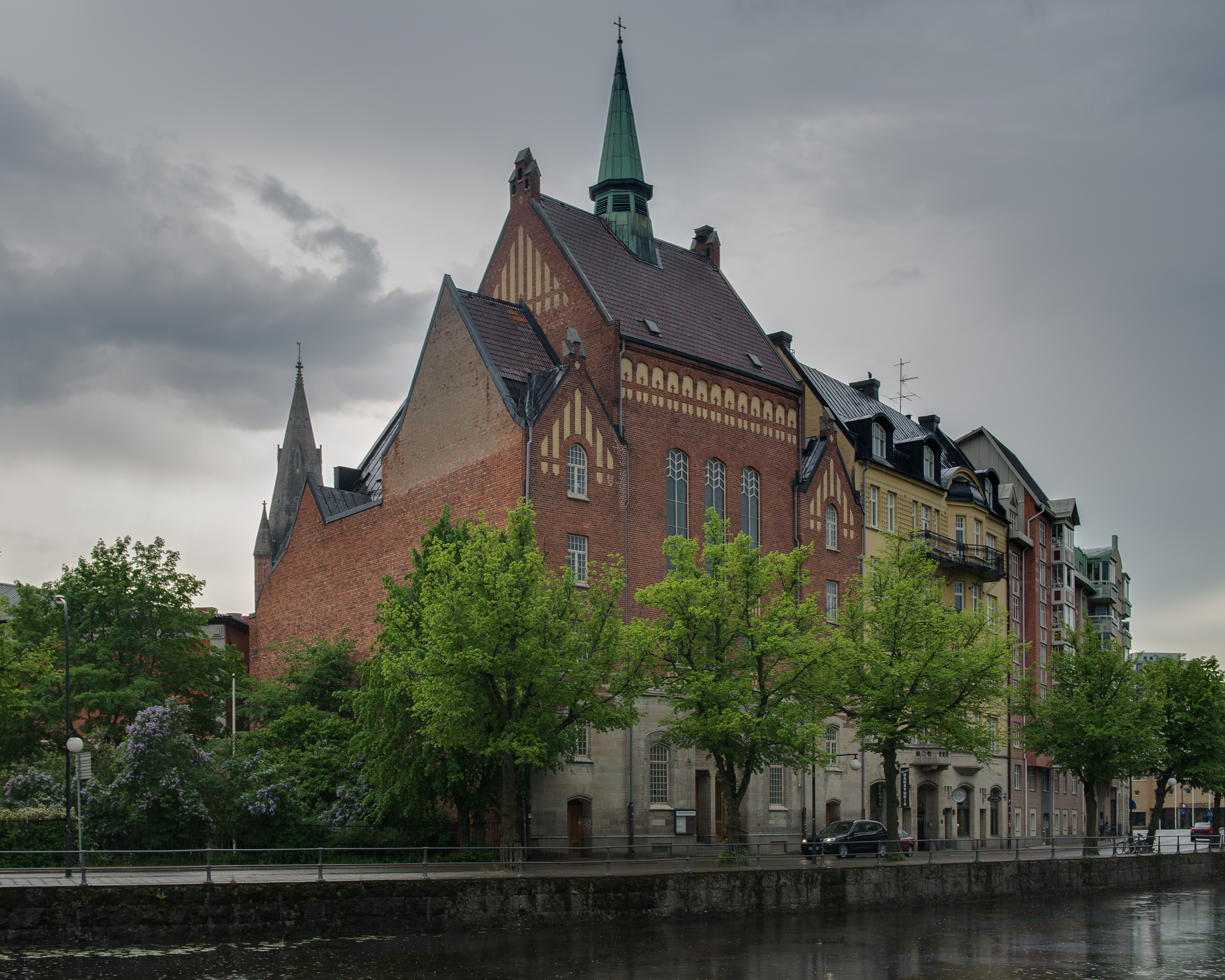
كنيسة تريفالديغيتسكيركان المتحدة في أوريبرو.

شهد القرن التاسع عشر نمو الكنائس الإنجيلية الحرة المختلفة، مما دفع الكثيرين إلى الابتعاد عن طقوس الكنيسة الرسميَّة. وأصبح ترك كنيسة السويد الرسميَّة قانونيًا منذ عام 1860، ولكن فقط تحت شرط دخول طائفة بروتستانتية أخرى. واليوم يضوي تحت مظلة المجلس السويدي للكنائس الحرة (بالسويديَّة: Sveriges Frikyrkosamråd) عدد من الكنائس حرة المختلفة في السويد، وتنتمي هذه الكنائس أساسًا إلى الطوائف البروتستانتية الإصلاحيَّة، والخمسينية وغيرها. وفي المجموع يبلغ عدد أعضاء الكنائس الحرة حوالي 250 ألف عضو.
تفيد إحصائيات نهاية عام 2015 أن 3.8% من السويديين ينتمون إلى الكنائس البروتستانتية الحرة. وفقًا لدراسة المؤمنون في المسيح من خلفية مسلمة: إحصاء عالمي وهي دراسة أجريت من قبل جامعة سانت ماري الأمريكيّة في تكساس سنة 2015 وجدت أن عدد المسلمين في السويد المتحولين للديانة المسيحية على المذهب الإنجيلي يبلغ حوالي 2,500 شخص.
يُطلق على منطقة يونشوبينغ في شمال سمولاند؛ الحزام الإنجيلي وهو مصطلح غير رسمي يُطلق على إقاليم تقع في السويد تُشكِل فيه البروتستانتية المحافظة اجتماعياً مقارنًة في بقية أنحاء المملكة. وتُشكِل فيه البروتستانتية اللايستادينية والكنائس الإنجيلية الحرة المحافظة اجتماعياً جزءاً رئيسياً من الثقافة، والتردد على الكنائس المسيحية فيه أعلى منه في بقية محافظات السويد. ويرفض سكان المنطقة عمومًا حقوق المثليين جنسيًا، والإجهاض والموت الرحيم. وتبرز في المنطقة ظاهرة التبشير التلفازيّ.

### الطوائف المسيحية الأخرى
ينتمي حاليًا ما يقارب 275,000 سويدي إلى مختلف الكنائس الحرة وبالإضافة إلى ذلك وبسبب الهجرة هناك الآن نحو 92,000 كاثوليكي ونحو 300,000 من المسيحيين الأرثوذكس المشرقيين. وشكل الأرثوذكس حوالي 1.3% من السكان عام 2015. معظم أتباع الكنيسة الرومانية الكاثوليكية هم من أصول سلافية (بولنديين وكروات)، أو أمريكية لاتينية (تشيلين)، أو شرق أوسطيَّة (كلدان) وشكل الكاثوليك حسب التعداد الرسمي حوالي 1.2% من السكان عام 2015. وأشار مصدر إلى أن السويد ومنغوليا والجزائر تشهد زيادة في التحول إلى المذهب الكاثوليكي بشكل غير متوقع.

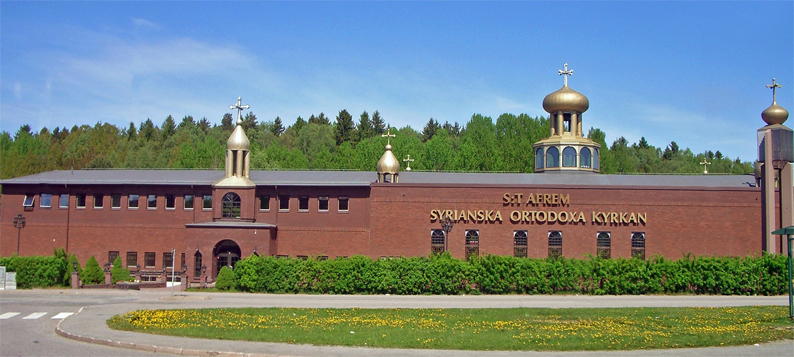
كنيسة القديس أفرام السريانية الأرثوذكسية في سودرتاليا.

يعود الوجود الآشوري في السويد إلى فترة 1970 عندما بدأ السريان طور عابدين بالهجرة الجماعية من تركيا إلى السويد وألمانيا تحت ضغط المعارك الدائرة بين حزب العمال الكردستاني والجيش التركي. كما لحق بهم سريان شمال شرق سوريا ابتداء من 1980 والآشوريين الكلدان العراقيين والإيرانيين منذ 1990. ويتركز وجودهم حاليًا في بلدة سودرتاليا جنوب ستوكهولم التي يطلق عليها أحيانا تسمية «عاصمة الآشوريين في العالم». يُذكر أن الجالية الآشورية/السريانية/الكلدانية تعتبر من أنجح الجاليات المهاجرة في السويد. تملك الجالية السريانية الآشورية العديد من المدارس والمؤسسات الاجتماعية والثقافية في السويد فضلًا عن عدد من القنوات التلفزيون الناطقة في اللغة السريانية مثل سوريويو سات وقناة سورويو؛ ونوادي كرة قدم مثل نادي آسيريسكا ونادي سيريانسكا. وينتمي الآشوريون/السريان/الكلدان في السويد إلى الكنائس المسيحية السريانية المختلفة، وتقدر أعداد أتباع الكنيسة السريانية الأرثوذكسية بين 30,000 إلى 40,000، في حين تضع تقديرات أعلى تعدادهم بين 70,000 إلى 80,000 شخص، ويعيش حوالي 18,000 شخص منهم في سودرتاليا.
جاء معظم الأرمن إلى السويد في النصف الأخير من القرن العشرين من بلدان مثل لبنان وسوريا وإيران، لكن عدداً من أعضائها هاجر من بولندا وهم في الغالب أعضاء في الكنيسة الأرمنية الكاثوليكية. وشهدت السويد مؤخرًا بعض التدفق من جمهورية أرمينيا أيضاً. ومنذ عام 2003 قدم إلى البلاد أعداد من أرمن العراق، على نفس المسار الذي اتبعته أعداد كبيرة من العرب العراقيين والأكراد العراقيين والآشوريين العراقيين الذين اختاروا السويد هرباً من الاضطرابات السياسية في العراق للاستقرار في البلاد. تقدر أعداد الأرمن في السويد بحوالي 13,000 نسمة، وينتمي معظمهم إلى الكنيسة الأرمنية الرسوليّة الخاضعة لسلطة فاغارشابات، ويوجد مجلس وكنيسة أرمنية في بلدية بوتكيركا. وهناك أيضاً منظمة تابعة للشبيبة الأرمنية تعمل جنباً إلى جنب الكنيسة الأرمنية. وهناك أقلية تتبع الكنيسة الأرمنية الكاثوليكية تتكون من 150 عائلة، ولها كنائس في ترولهتان وسودرتاليا.